# یورگن براون
یورگن براون (آلمانی: Jürgen Braun؛ زادهٔ ۲۵ اوت ۱۹۶۱) سیاستمدار آلمانی است. او که در برگنوستات، نوردراین-وستفالن متولد شده‌است، نمایندهٔ حزب آلترناتیو برای آلمان (AfD) است. براون از سال ۲۰۱۷ به‌عنوان نمایندهٔ بوندستاگ از ایالت بادن-وورتمبرگ خدمت می‌کند.

## زندگی‌نامه
او پس از انتخابات فدرال آلمان در سال ۲۰۱۷ به عضویت بوندستاگ درآمد. او عضو کمیتهٔ حقوق بشر و کمک‌های بشردوستانه است.